# Homalenotus
Homalenotus is een geslacht van hooiwagens uit de familie Sclerosomatidae.
De wetenschappelijke naam Homalenotus is voor het eerst geldig gepubliceerd door C.L. Koch in 1839. 

## Soorten
Homalenotus omvat de volgende 13 soorten:
- Homalenotus armatus
- Homalenotus buchneri
- Homalenotus coriaceus
- Homalenotus graecus
- Homalenotus laranderas
- Homalenotus lusitanicus
- Homalenotus machadoi
- Homalenotus maroccanus
- Homalenotus monoceros
- Homalenotus oraniense
- Homalenotus quadridentatus
- Homalenotus remyi
- Homalenotus roeweri